# Dub letní Na Vinicích
Dub Na Vinicích je památný strom poblíž města Vysoké Mýto v okrese Ústí nad Orlicí. Dub letní (Quercus robur) roste zhruba 2 km vsv. od centra města, na kraji lesa v jižním sousedství osady Na Vinicích.
Terén v lokalitě představuje mírně ukloněné temeno návrší Vinice, jež právě u dubu přechází ve strmější jihozápadní až jižní svah. Nadmořská výška paty stromu je 287 metrů.
Dub požívá ochrany od roku 1997. Jeho výška není oficiálně udána, měřený obvod kmene dosahuje 370 centimetrů.
Kolem stromu prochází okružní naučná stezka Vinice; jen o několik desítek metrů jižněji, pod strání, pak žlutě značená turistická trasa, spojující Vysoké Mýto a Choceň.

## Fotogalerie

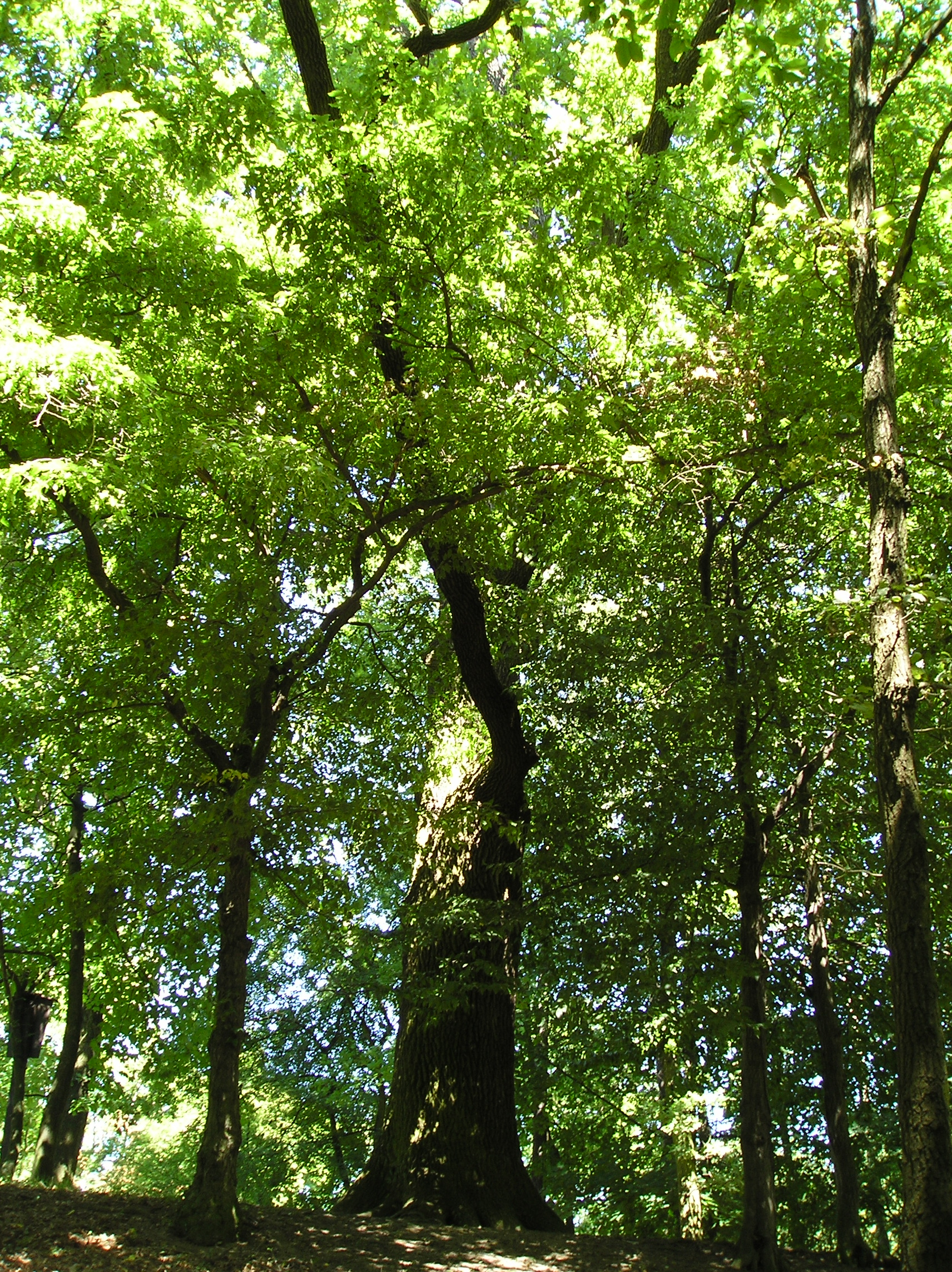
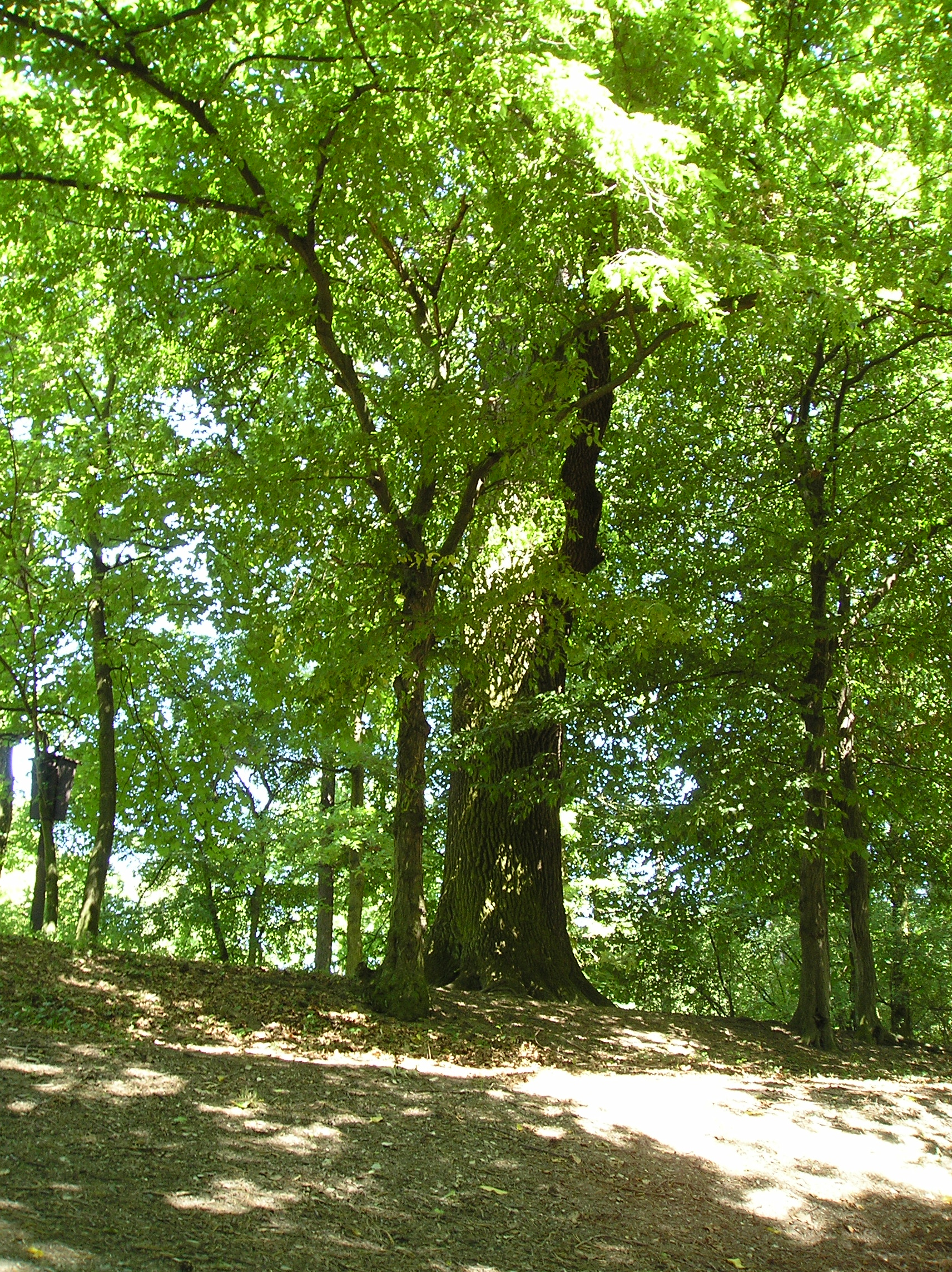

## Památné a významné stromy vokolí
- Babyka ve Džbánové (4,6 km jjz. 49°55′15″ s. š., 16°9′41″ v. d.)
- Čertův dub (5,6 km s. 50°0′31″ s. š., 16°10′32″ v. d.)
- Dub letní v Hrušové (5,5 km j. 49°54′37″ s. š., 16°11′57″ v. d.)
- Dub na Bučkově kopci (2,0 km sz. 49°58′15″ s. š., 16°10′4″ v. d.)
- Dub v parku Otmara Vaňorného (2,2 km zjz. 49°57′6″ s. š., 16°9′31″ v. d.)
- Liliovník tulipánokvětý ve Vysokém Mýtě (2,4 km z. 49°57′23″ s. š., 16°9′19″ v. d.)
- Lípa srdčitá v Hrušové (5,2 km j. 49°54′45″ s. š., 16°11′58″ v. d.)
- Lipová alej od zámku na Chlum (4,3 km sv. 49°59′57″ s. š., 16°13′33″ v. d. až 49°59′10″ s. š., 16°13′29″ v. d.)